# Obsjtsjij Syrt
Obsjtsjij Syrt (russisk: Общий Сырт, tr. Obsjtjij Syrt) er et højdedrag eller plateau i Samara oblast, Orenburg oblast og Saratov oblast i den europæiske del af Rusland samt Kasakhstan. Plateauet starter nord for Orenburg som en udløber af Uralbjergene og strækker sig i sydvestlig retning til østbredden af floden Volga. Det højeste top, Medvezjij lob, dansk: ~ Bjørnens pande, ligger mod øst og når 405 moh.
Plateauet danner vandskellet mellem floderne Volga og Ural, og udgør en del af grænsen mellem Europa og Asien.
Floderne Samara, Jeruslan, Tjapajevka, Borovka, Buzuluk, Bolsjoj Irgiz, Djoma, Sjagan of Irtek udspringer alle på plateauet.
Nordskråningen af Obsjtsjij Syrt er dækket af løvskov, mens sydskåningen mod Den kaspiske sænkning har steppekarakter.
Floddalene på Obsjtsjij Syrt er domineret af sortjord og strandenge i den sydlige del, skråningerne syd for Bolsjoj Irgiz domineres af kastanjejord.
Sydskåningens græssteppe er bevokset med Valais-Svingel, et lille område i den sydlige del er halvørken med malurt- og fjergræsbevoksning. Forskere opregner, at der vokser 1294 plantearter Obsjtsjij Syrt, de hører til 500 slægter og 110 familier.